# Jiangling Motors
Jiangling Motors Corporation Limited (Jiangling Motors, JMC) – chińskie przedsiębiorstwo zajmujące się produkcją samochodów.

## Historia przedsiębiorstwa
Początki istnienia przedsiębiorstwa sięgają roku 1952, kiedy to otworzono warsztat naprawczy ciężarówek w Nanchang, działający pod nazwą Nanchang Motors Repair Factory. W 1958 roku rozpoczęła się produkcja trójkołowców, natomiast w 1968 roku ciężarówek Jianggang 27. W latach 70. produkowano ciężarówki Jinggangshan, natomiast w latach 90. produkowano pojazdy użytkowe już pod nazwą Jiangling. W styczniu 1993 roku przedsiębiorstwo wraz z przedsiębiorstwami Isuzu i Itochu zawarło spółkę joint venture, nabywając tym samym prawa do produkcji niektórych części samochodów ciężarowych. Od 1997 roku przedsiębiorstwo produkuje swoją wersję Forda Transita (w ramach joint venture z Ford Motor Company). Od 2005 roku produkuje własnego SUVa, Landwind. Pojazd sprzedawano m.in. europejskim rynku, jako pierwszy chiński samochód eksportowany do Europy.

## Modele samochodów
- Landwind X6 (SUV)
- Landwind X9 / Landwind Double Gate (SUV)
- Landwind Fashion / Lufengfengshang / CV9 (kompaktowy minivan)

## Galeria

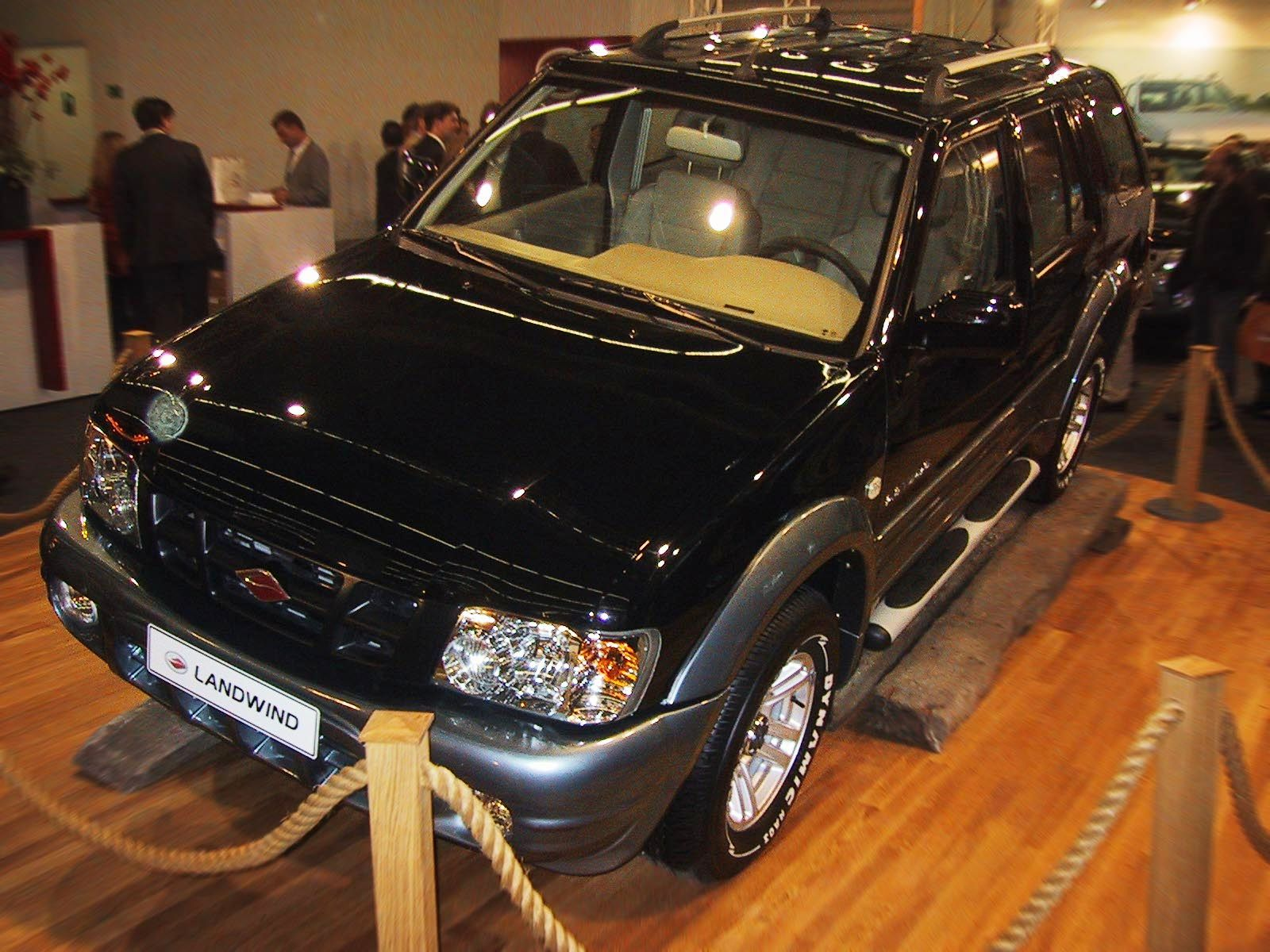
Landwind X6
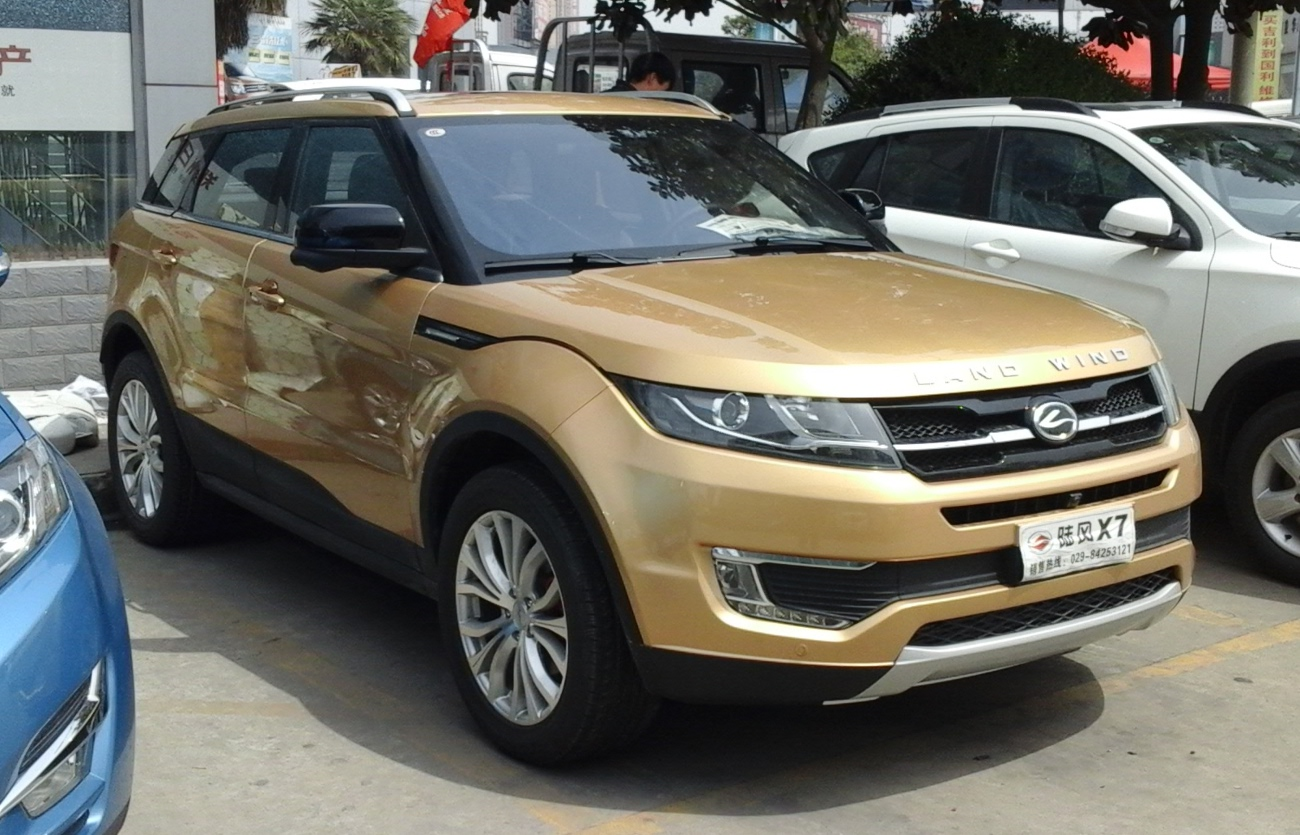
Landwind X7
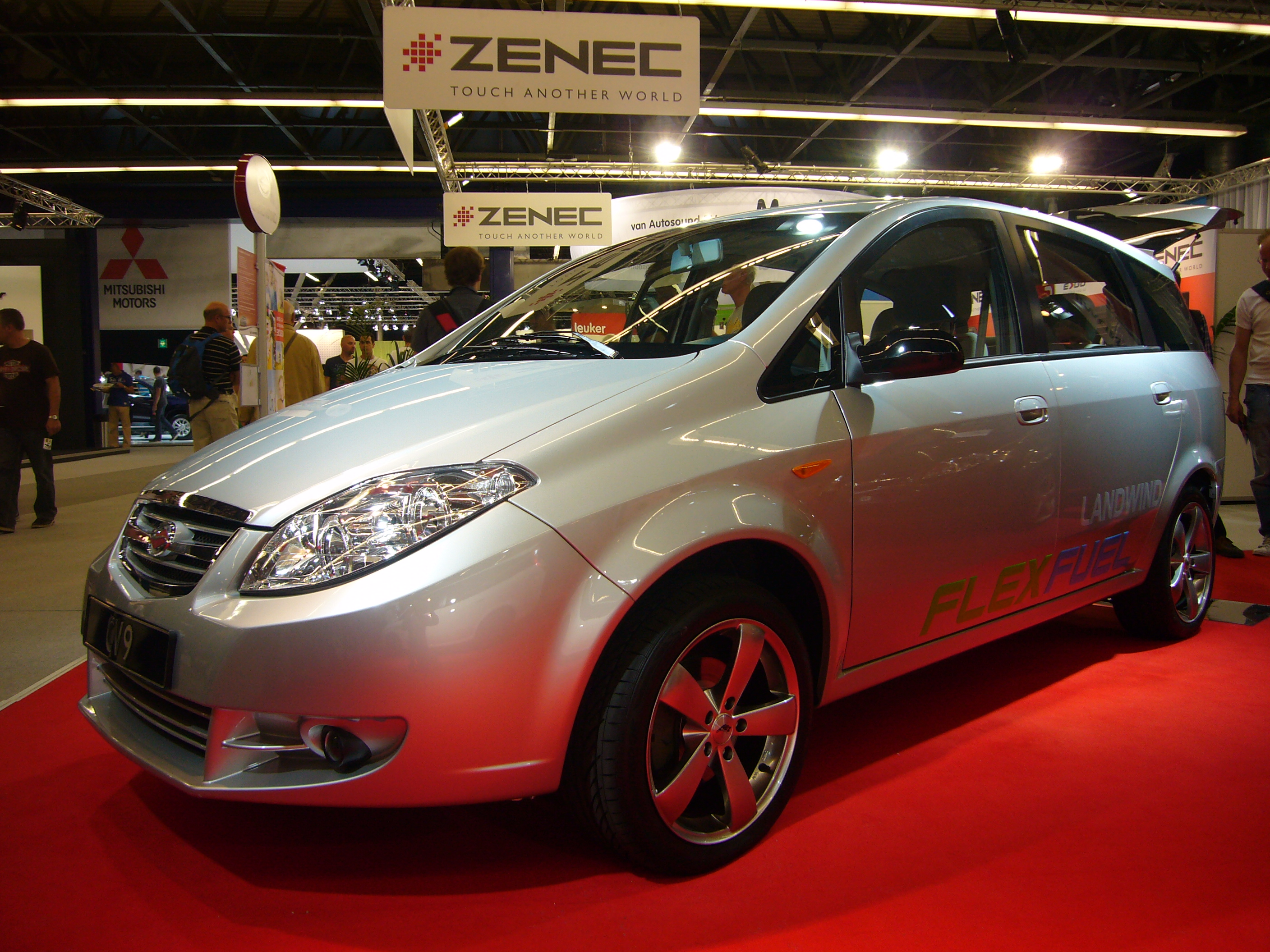
Landwind Fashion/CV9
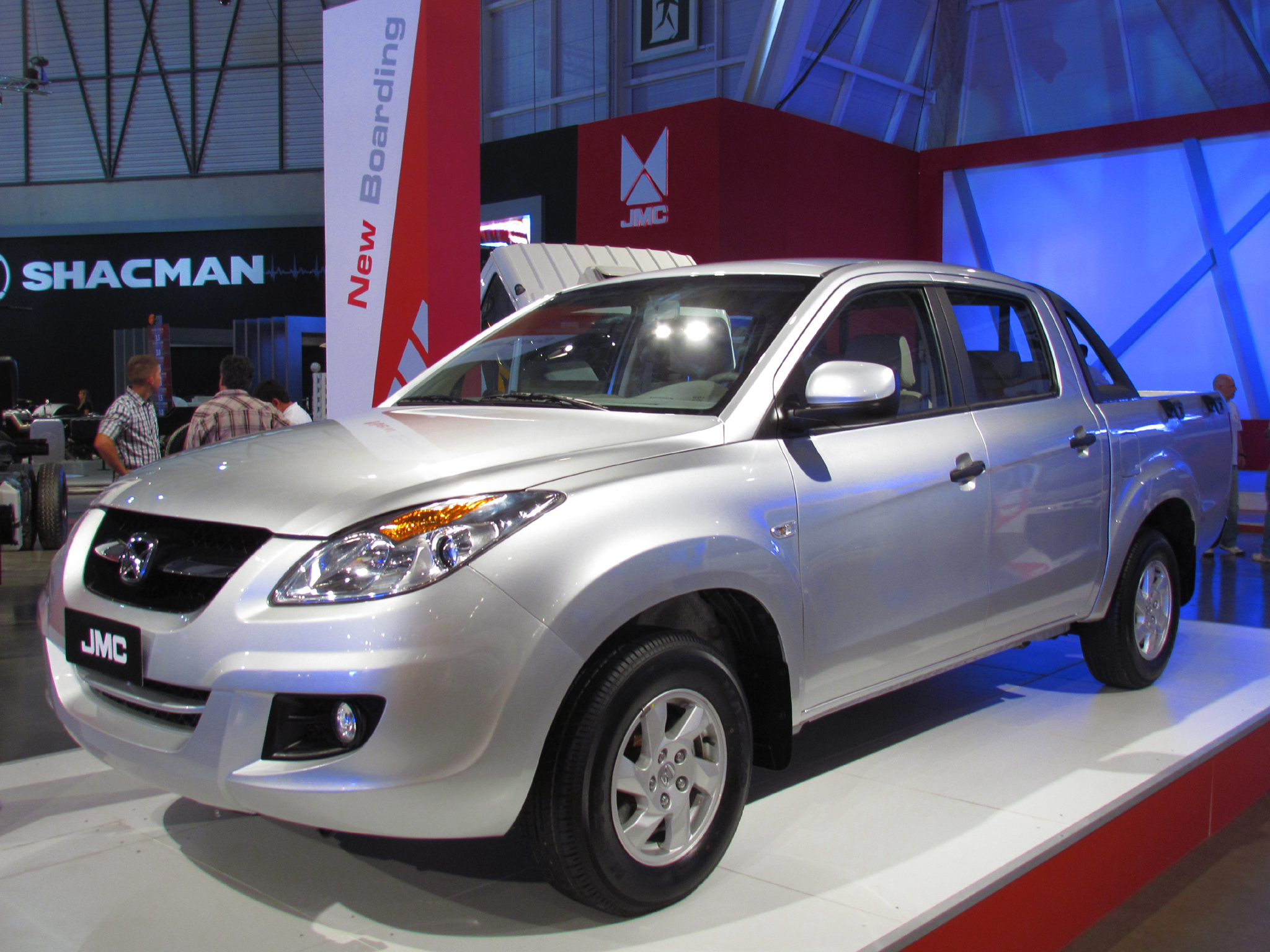
JMC Boarding